# アルギン島

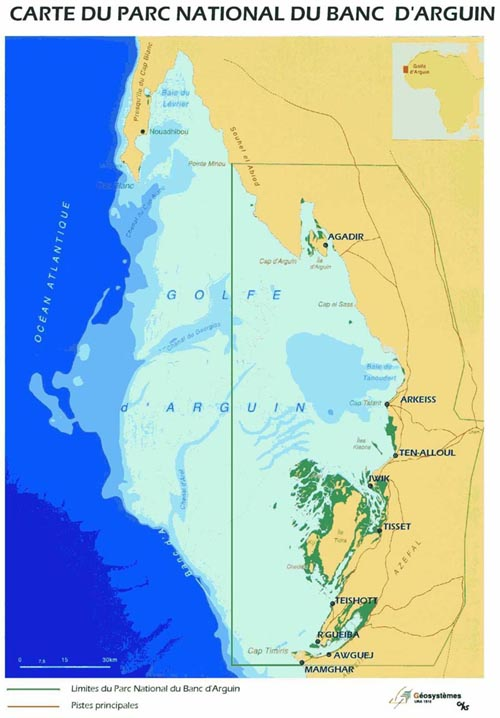
バン・ダルガン国立公園の登録範囲図。湾の北東部にあるのがアルギン島およびアガディール(AGADIR)。

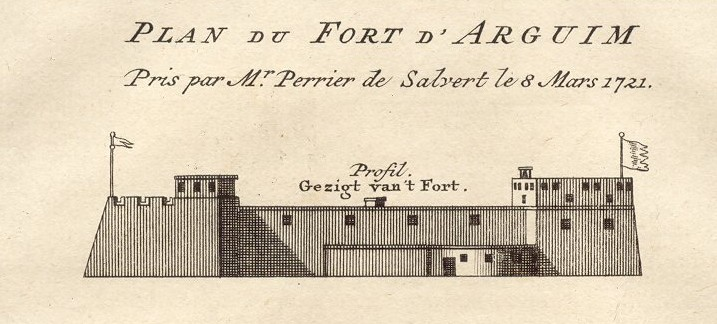
ポルトガルのアルギン要塞（1721年）

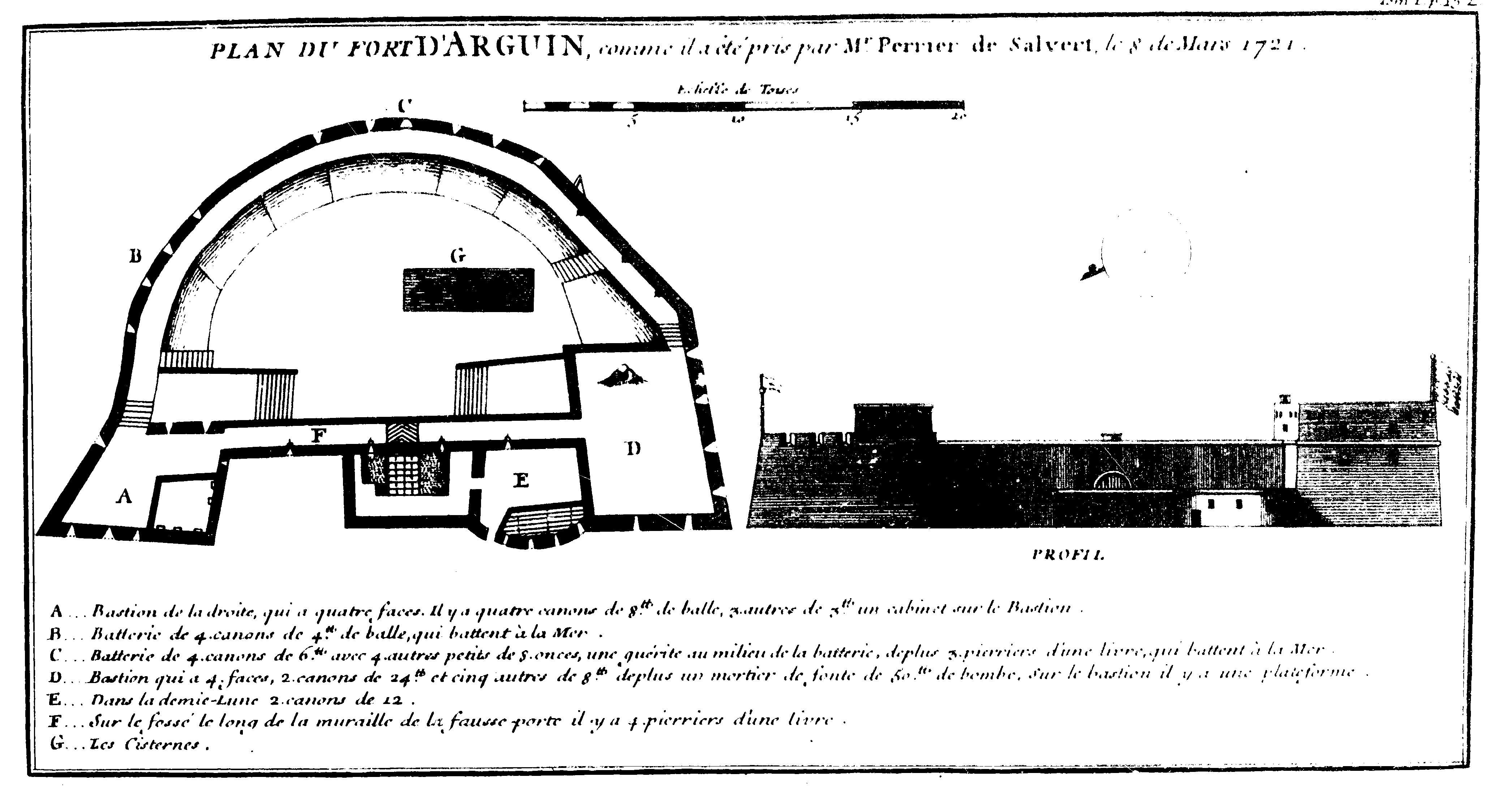
アルギン要塞の構造 (1721年)

アルギン島またはアルガン島 (ポルトガル語: Arguim) は、モーリタニア西岸のアルギン湾に位置する島。広さはおよそ6x2キロメートルで、小村アガディールを除けば地形は荒廃しており、周囲を広大で危険な暗礁に囲まれている。現在はバン・ダルガン国立公園の一部を形成している。

## 歴史
アルギン島は植民地として宗主国が度々変わった。1443年、ポルトガル人の探検家ヌーノ・トリスタンが、ヨーロッパ人で初めてアルギン島を訪れた。1445年、エンリケ航海王子によりこの島に貿易拠点が置かれ、アラビアガムや奴隷がポルトガルへ向け輸出された。1455年までには、毎年800人の奴隷がアルガン島からポルトガルへ送られるようになった。
1633年、オランダ・ポルトガル戦争中にオランダがアルギン島を制圧した。1665年に一時期イングランドに奪われるもののすぐに回復した。1678年9月、フランスがアルギン島を奪取したが、その後1685年までこれを放棄していた。土地が不毛で良い投錨地もないアルギン島には、ヨーロッパ人が長期的な植民地を築くことが困難だった。
1685年、フリゲート艦ローター・レーヴェのリアース船長がアルギン島のポルトガル領時代の古い要塞を占拠した。彼は地元の王と協定を結び、彼をブランデンブルク゠プロイセンの保護下に置くことに成功した。この条約は1687年に批准され、1698年に更新された。1721年、フランスがアルギン島の要塞を強襲して、ブランデンブルクからこの島を奪い返した。翌年オランダが要塞を奪取したが、1724年にはまたフランスの支配下に戻った。4年間のフランス支配の後、地元勢力がアルギン島を支配するようになった。その後アルギン島はフランス領モーリタニア植民地の一部となり、1960年にモーリタニアが独立するとそれに従った。
1816年7月には、セネガルへ向かっていたフランスのフリゲート艦メデューズがアルガンで座礁し、350人が死亡する事故が起きている。この事件は同時代の画家テオドール・ジェリコーの大作絵画『メデューズ号の筏』で広く知られている。